# Mountain View (Kolorado)
Mountain View – miasto w Stanach Zjednoczonych, w stanie Kolorado, w hrabstwie Jefferson.